# Astragalus pushtashanicus
Astragalus pushtashanicus är en ärtväxtart som beskrevs av C.C.Towns. Astragalus pushtashanicus ingår i släktet vedlar, och familjen ärtväxter. Inga underarter finns listade i Catalogue of Life.